# Боровской сельсовет (Болотнинский район)
Боровской сельсовет — сельское поселение в Болотнинском районе Новосибирской области Российской Федерации.
Административный центр — посёлок Бор.

## История
Статус и границы сельского поселения установлены Законом Новосибирской области от 2 июня 2004 года № 200-ОЗ «О статусе и границах муниципальных образований Новосибирской области»

## Население
| 2002 | 2010 | 2012 | 2013 | 2014 | 2015 | 2016 |
| ---- | ---- | ---- | ---- | ---- | ---- | ---- |
| 912  | ↗920 | ↘917 | ↘902 | ↘881 | ↘867 | ↘862 |
| 2017 | 2018 | 2019 | 2020 | 2021 |      |      |
| ↘858 | ↘837 | ↘814 | ↘807 | ↘797 |      |      |

## Состав сельского поселения
| № | Населённый пункт | Тип населённого пункта          | Население |
| - | ---------------- | ------------------------------- | --------- |
| 1 | Бор              | посёлок, административный центр | ↘663      |
| 2 | Витебск          | деревня                         | ↘257      |